# Samsung Galaxy A7 (2018)
O Samsung Galaxy A7 (2018) é um smartphone Android de médio porte fabricado pela Samsung Electronics como parte da série Samsung Galaxy A. Ele foi anunciado em 20 de setembro de 2018.

## Especificações
- Display: 6.0
- Sistema Operacional: Android
- Resolução: 1080 x 2220px
- Capacidade: 128 GB, 4/6 GB RAM ou 64 GB, 4 GB RAM
- Cartão de Memória: microSD até 1 TB (gaveta dedicada)[1]